# هجمات بغداد – المقدادية في كانون الثاني 2016
وقعت سلسلة من الهجمات الإرهابية في بغداد والمقدادية بالعراق في 11 يناير/كانون الثاني 2016، أسفرت عن مقتل 132 شخصا، بما في ذلك المهاجمين الستة.

## الأحداث
قُتل 12 شخصاً على الأقل في هجوم على مركز الجوهرة للتسوق في بغداد بعد انفجار سيارة مفخخة خارج المركز. وقام ستة مسلحين باحتجاز رهائن في الحادث. وأصيب ما لا يقل عن 19 شخصًا.
أدى انفجار مزدوج في مقهى شمال العاصمة العراقية إلى مقتل 20 شخصا آخرين في وقت متأخر من بعد ظهر اليوم في بلدة المقدادية شمال شرقي بغداد. فجّر انتحاري سيارة مفخخة بعد تجمع الناس في مكان الحادث. أعلن تنظيم الدولة الإسلامية (داعش) مسؤوليته عن الهجوم وقال إن الانتحاري يدعى أبو عبد الله وهو عراقي. وقال مسؤولون أمنيون إن الشيعة أشعلوا النار في عدد من منازل السنة ومسجد بعد الهجوم.
أدى انفجار قنبلتين ضخمتين، إحداهما في مقهى والأخرى في مسجد، إلى مقتل 100 شخص على الأقل في بلدة شرابان في محافظة ديالى شمال العراق. وقع الانفجار الأول في مقهى للشاي في حي أسري، واستهدف الانفجار الثاني مسجد نازندا خاتون أثناء أداء الصلاة. ووقع الانفجار الثاني بعد وصول قوات الأمن والمواطنين إلى مكان الحادث. وأعلن تنظيم الدولة الإسلامية مسؤوليته عن الانفجارات بعد وقت قصير من وقوعها.

## رد فعل
- اكتسب الهجوم اهتمامًا بعد أن نشر أحد الناجين روايته عن الهجمات والضحايا على موقع ريديت.[4]
- تركيا: أصدرت وزارة الخارجية بيانا أدانت فيه الهجمات الإرهابية، وأعربت عن تعازيها لضحايا الهجوم، و"للشعب العراقي الصديق والشقيق". وقالت إنها ستظل ثابتة على دعم العراق في حربه ضد الإرهاب.[5]